# Ебботс-Ленглі
Ебботс-Ленглі — велике село в англійському графстві Гартфордшир. В економічному сенсі Еббот-Ленглі тісно пов'язано з Вотфордом та в минулому було частиною однойменного сільського округу. З 1974 року входить до складу округу Три Річки.

## Видатні особи
- Мануель Альмунія (нар. 1977), професійний футболіст.[2]
- Нік Блінко (нар. 1961), актор, співак, композитор, гітарист гурту Rudimentary Peni.
- Папа Адріан IV (бл. 1100–1159), єдиний на теперішній час папа римський англійського походження, народився в Ебботс-Ленглі під ім'ям Ніколаса Брейкспіра.
- Джеймс Сесіл, 1-й маркіз Солсбері (1748–1823).[3]
- Девід Крайтон (1942–2000) — математик, здобув початкову освіту в Ебботс-Ленглі.[4]
- роберт Кіндерслі, 1-й барон Кіндерслі (1871–1954) — бізнесмен, проживав у Ленглі-хаус у 1906-23 роках.[3]
- Г'ю Кіндерслі, 2-й барон Кіндерслі (1899–1976)
- Джо Лейн (1892–1959), — професійний футболіст.
- Генрі Монтегю, 6-й барон Рокбай (1798–1883) — військовик, жив у селі з 1838 до 1886 року.[3]
- Роберт Реймонд, 1-й барон Реймонд (1673–1733) — політик і суддя, проживав у селі з 1711 до 1733 року.[3]

## Галерея

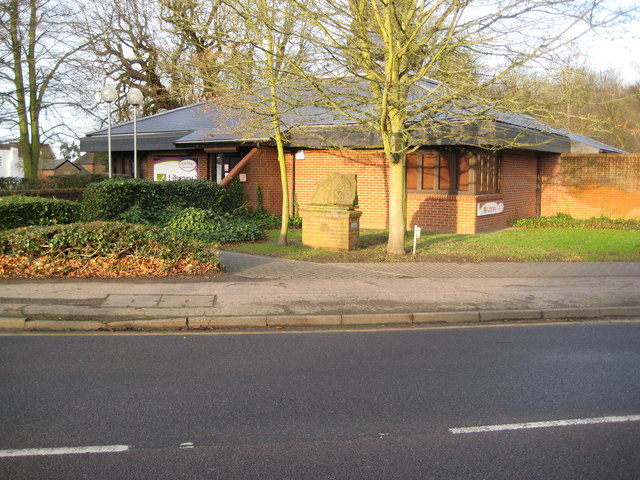
Бібліотека
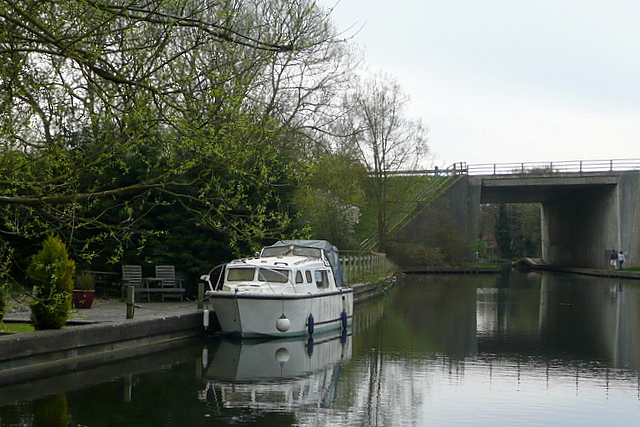
Автомобільний міст через канал Гранд-Юніон
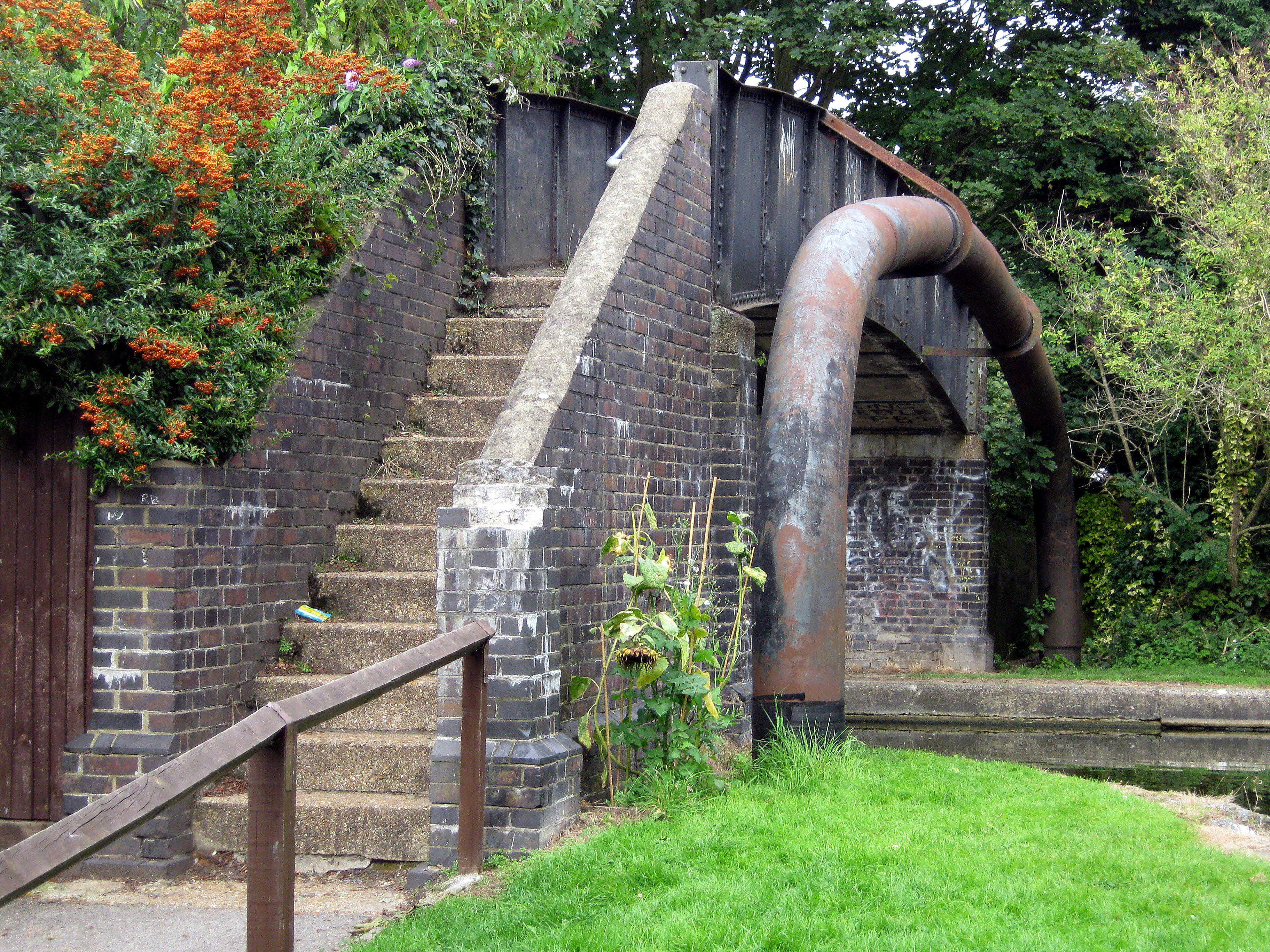
Пішохідний міст через канал Гранд-Юніон